# Togashi Yasuie
Togashi Yasuie (富樫 泰家?; XII secolo – XIII secolo) è stato un militare giapponese e gokenin dalla fine del periodo Heian al primo periodo Kamakura. Fu il capo di sesta generazione del clan Togashi.
È conosciuto come Togashisuke (富樫介?), il guardiano della barriera di Ataka nel Gikeiki, Togashi no nanigashi (富樫の何某?) nella commedia del teatro Nō Ataka, e Togashi Saemon (富樫左衛門?) nella commedia Kabuki Kanjinchō.

## Biografia
Il clan Togashi era una famiglia che aveva per antenati leggendari Fujiwara Hokke e Fujiwara no Toshihito. Togashi Yasuie era figlio di Togashi Ietsune, il capo di quarta generazione del clan Togashi. Fu governatore locale del villaggio di Nonoichi, della contea di Togashi, nella provincia di Kaga. Il suo mon (emblema araldico) era il sole contornato da otto pianeti, noto soprattutto perché utilizzato anche dal clan Hosokawa.
Nel 1183, durante l'assedio di Hiuchi, si trincerò con Morihiro Nishina nel castello di Hiuchiyama per difenderlo contro l'avanzata del grande esercito di Taira no Koremori. Tuttavia, non riuscì a tenere la piazzaforte e dovette fuggire a nord con l'esercito di Minamoto no Yoshinaka, che lo aveva arruolato nel 1182. Combatté nelle battaglie di Kurikara, Ataka e Shinohara con l'esercito di Yoshinaka. Al passo di Kurikara, legate le torce accese alle corna di una mucca gigante, si lanciò contro l'accampamento nemico, attaccando di notte. Questa audace strategia funzionò e gli conferì una grande vittoria. Nel 1184, quando Yoshinaka fu sconfitto nella capitale da Minamoto no Noriyori e Yoshitsune, lasciò il suo esercito e si ritirò nella sua regione d'origine. Più tardi, dopo la fine della guerra tra i clan Minamoto e Taira nel 1185, fu perdonato dallo shōgun Minamoto no Yoritomo, che lo nominò capo della polizia provinciale.
Il 10 febbraio 1187, puntando a Ōshū Hiraizumi, nella provincia di Mutsu, inseguito dall'esercito di suo fratello maggiore Yoritomo, diventato geloso della sua vittoria nella battaglia di Heike due anni prima, con i suoi servi e seguaci, Yoshitsune attraversò Hokurikudō sotto le spoglie di un yamabushi. Togashi era il capo dei guardiani alla barriera di Ataka, da lui stabilita sulla spiaggia locale per ordine di Yoritomo, e aveva riconosciuto Yoshitsune sotto mentite spoglie. Tuttavia, rimasto colpito dal comportamento onorevole del samurai e dal falso Kanjinchō per la ricostruzione del tempio Tōdai-ji a Nara, rovinato dai Taira durante la guerra, letto dal suo braccio destro Musashibō Benkei, che dimostrò coraggio e lealtà colpendo il suo maestro con un bastone per ingannare le guardie, anche se ignorava il motivo del loro atto di ribellione allo shōgun, lasciò che Yoshitsune e il suo gruppo passassero il posto di blocco per unirsi alla famiglia Fujiwara invece di consegnarli a Yoritomo.
Ciò causò la rabbia di Yoritomo, che lo privò della sua carica e fu cacciato da Kaga. Di conseguenza, rasatosi i capelli e fatto un giuramento buddhista, cambiò il suo nome in Shigezumi Togashi (Narizumi) e, in lacrime, si riunì con Yoshitsune a Ōshū Hiraizumi, ora prefettura di Iwate, con la sua famiglia per servirlo. Rimase là per un po', ma divenne un vagabondo dopo il suicidio di Yoshitsune nel 1189, lasciando suo figlio Shōkurō e tornando a Nonoichi, per concludere la sua vita durante lo shogunato Kamakura. Avendo subito l'ira di Yoritomo, si assunse la responsabilità e commise seppuku.

## Commemorazione
- Il 28 ottobre 1940, su raccomandazione di Ryūtarō Nagai, un deputato della prefettura di Ishikawa, sul sito storico della barriera militare a Komatsu sono state collocate delle statue in bronzo che rappresentano, da sinistra, Yoshitsune, Benkei e Togashi in direzione del Mar del Giappone.[6][9]

## Presenza nella cultura di massa
- Gli uomini che mettono il piede sulla coda della tigre - film (1945)
- Yoshitsune - serie televisiva (2005)